# Lipno (Koejavië-Pommeren)
Lipno is een stad in het Poolse woiwodschap Koejavië-Pommeren, gelegen in de powiat Lipnowski. De oppervlakte bedraagt 10,88 km², het inwonertal 14.872 (2005).

## Verkeer en vervoer
- Station Lipno

## Geboren in Lipno
- Pola Negri (1897-1987), actrice